# Тед Денсон
Едвард Бриџ „Тед” Денсон III (енгл. Edward Bridge "Ted" Danson III; Сан Дијего, Калифорнија, 29. децембар 1947), амерички је позоришни, филмски и ТВ глумац и продуцент. Појављивао се у бројним филмовима и телевизијским серијама.
Најпознатији по глуми у мини-серији Гуливерова путовања и ситкомима Кафић Уздравље и Бекер. Глумио је и у серијама Без одушевљавања, молим, Место злочина: Лас Вегас, Место злочина: Сајбер, Фарго, Добро место, Досадно до смрти и  У бољем свету, као и у драми Скирмиш.
Денсонова каријера траје више од четрдесет година. За то време, глумац је био номинован 15 пута за награду Еми (два пута је освојио) и 11 пута за Златни глобус, који је добио три пута. Поред тога, Тед Денсон је 1999. добио сопствену звезду на Холивудској стази славних.
Денсон је глумио и у многим филмовима, од којих су најпознатији Три мушкарца и беба и његов наставак Три мушкарца и млада дама, Спасавање редова Рајана, те комедија Рођаци са Изабелом Роселини, Обрачун са оцем са Маколијем Калкином и хорор антологија Шоу наказа са Леслијем Нилсеном.
Од 1995. је ожењен Оскаром награђеном глумицом Мери Стинберџен.